# Kirill Romanovskij-Iskander
Kirill Romanovskij-Iskander, född 1914, död 1992, var en rysk furste. Han var son till furst Alexander Nikolajevitj-Romanovskij-Iskander och sonson till storfurst Nikolaj Konstantinovitj av Ryssland. Han och hans syster var de enda personer ur det ryska tsarhuset som stannade kvar i Ryssland efter ryska revolutionen, och levde sina liv i Sovjetunionen. 

## Biografi
Efter revolutionen förblev Kirill och hans syster Natalia de enda två medlemmarna av Romanovdynastin i Sovjetunionen. De återstående representanterna emigrerade antingen från Ryssland, eller dog under revolutionen och inbördeskriget. Deras far deltog i inbördeskriget på den vita sidan, och evakuerades från Ryssland 1920, och de återsåg honom aldrig. 
År 1922 flyttade deras mor från Tasjkent till Moskva med sina två barn. 1924 gifte sig deras mor Olga Iosifovna med Nikolai Nikolaevich Androsov (1877-1936), en finansiell tjänstema, som skrev in Natalia och Kirill i hans pass som sina barn: Kirill Alexandrovich Iskander blev således Kirill Nikolaevitj Androsov. Barnens släktskap med Romanov raderades från dokumenten, vilket räddade dem från många problem. 
Kirill deltog i röda armén under andra världskriget i 664:e artilleriregementet och hade rang som sergeant. Han sårades den 21 juni 1943. 
Han gifte sig med Marina Semyonovna (1924- 5 mars 2000), men paret fick inga barn. 